# الخط الزمني للمرأة في علوم المكتبات في الولايات المتحدة
هذا الخط الزمني للنساء في علوم المكتبات في الولايات المتحدة:
- 1890: عُيّنت كل من إليزابيث بوتنام سوهير وآنا إليوت تكنور كأول امرأتين في وكالة مكتبة حكومية، وهو مجلس مفوضي المكتبة في ماساتشوستس.
- 1911: أصبحت تيريزا إلمندورف أول رئيسة منتخبة لجمعية المكتبات الأمريكية.[1]
- 1923: أصبحت فرجينيا بروكتور باول فلورنس أول امرأة سوداء في الولايات المتحدة تحصل على شهادة في علوم المكتبات.[2] وحصلت على درجة بكالوريوس علوم المكتبات ممّا هو الآن جزء من جامعة بيتسبيرغ.[3][4][5]
- 1972: أصبحت زويا هورن، المولودة في أوكرانيا، أول أمينة مكتبة تُسجن في الولايات المتحدة لرفضها مشاركة المعلومات كمسألة ضمير. وتُعتبرأول أمينة مكتبة امرأة في الولايات المتحدة تُسجن لذلك.[6]

1973: أصبحت بيج أكرمان أمينة مكتبة الجامعة بجامعة كاليفورنيا بلوس أنجلوس. وكانت أول أمينة مكتبة في الولايات المتحدة لنظام كبير ومعقد مثل جامعة كاليفورنيا.
2016: أصبحت كارلا هايدن أول أمينة مكتبة في تاريخ الكونغرس.